# Seminella
Seminella là một chi ốc biển, là động vật thân mềm chân bụng sống ở biển trong họ Columbellidae.

## Các loài
Các loài trong chi Seminella gồm có:
- Seminella fusiformis [2]